# Periclimenes brucei
Periclimenes brucei är en kräftdjursart som beskrevs av Duris 1990. Periclimenes brucei ingår i släktet Periclimenes och familjen Palaemonidae. Inga underarter finns listade i Catalogue of Life.